# Carpignano (Grottaminarda)
Carpignano è una frazione del comune italiano di Grottaminarda della provincia di Avellino.
Dista dal capoluogo comunale circa 5 km.

## Origini del nome
Anticamente la località era nota con il nome di Crispignano.

## Storia
Il suo nome è legato principalmente alle vicende del santuario di Santa Maria di Carpignano e della tavola, raffigurante la Madonna col Bambino, nella stessa chiesa conservata.
Secondo la leggenda nel 1150 nel tronco di un grosso carpine venne ritrovata una tavola dipinta raffigurante la Vergine col Bambino. Intorno a questo carpine venne costruita una piccola chiesa in cui trovò dimora la tavola della Vergine.
Nel 1478 questa Chiesa, dal vescovo di Frigento, venne incorporata alla chiesa madre di Santa Maria Maggiore di Grottaminarda.
Nel corso dell'Ottocento, e in concomitanza della pioggia miracolosa del 1859, la chiesa venne ricostruita e affida a dei romiti.
Nel 1901 arrivano a Grottaminarda i Padri mercedari e presero in custodia la chiesa. Con il loro arrivo inizia la rivalutazione della chiesa e della frazione di Carpignano.
I frati, infatti, saranno promotori di numerosi iniziative, quali la costruzione del convento (1907), la creazione del nuovo santuario di Santa Maria di Carpignano (1910), l'installazione della linea elettrica (1939); l'attivazione delle cinque classi della scuola elementare (1939); l'attivazione dei corsi della scuola magistrale privata (1972).

## La comunità mercedaria di Carpignano
Fondatore della comunità mercedaria carpignanese fu P. Adolfo Londei, primo superiore della comunità. Egli giunse a Carpignano nel febbraio 1901, insieme a fr. Ferdinando Bandiera e a P. Antonio Giuliano.
Nei primi tempi abitarono in una casetta situata sul destro della chiesa, poi, una volta decisa la costituzione di una nuova comunità, iniziarono la costruzione del nuovo convento. La prima pietra fu benedetta il 17 maggio 1902 e i lavori si conclusero nel 1907.

### Superiori del Convento di Carpignano
| Estremi     | Superiore                         |
| ----------- | --------------------------------- |
| 1901 - 1902 | P. Adolfo Londei O. de M.         |
| 1902 - 1902 | P. Antonio Giuliano O. de M.      |
| 1902 - 1908 | P. Giovanni De Risio O. de M.     |
| 1908 - 1909 | P. Candido Schirillo O. de M.     |
| 1909 - 1911 | P. Giuseppe Ruberto O. de M.      |
| 1911 - 1920 | P. Rodolfo Ciuchini O. de M.      |
| 1920 - 1924 | P. Adolfo Rezza O. de M.          |
| 1924 - 1926 | P. Rodolfo Ciuchini O. de M.      |
| 1926 - 1927 | P. Giuseppe Ruberto O. de M.      |
| 1927 - 1928 | P. Rodolfo Ciuchini O. de M.      |
| 1928 - 1928 | P. Vincenzo Garofalo O. de M.     |
| 1928 - 1929 | P. Adolfo Rezza O. de M.          |
| 1929 - 1932 | P. Raimondo Raimondi O. de M.     |
| 1932 - 1952 | P. Giuseppe Mancini O. de M.      |
| 1952 - 1958 | P. Giuseppe Pannese O. de M.      |
| 1958 - 1959 | P. Nicola Carlino O. de M.        |
| 1959 - 1967 | P. Carmine Trevisano O. de M.     |
| 1967 - 1976 | P. Michele Cogliani O. de M.      |
| 1976 - 1982 | P. Vito Travisano O. de M.        |
| 1982 - 1985 | P. Rocco Manzi O. de M.           |
| 1985 - 1994 | P. Pasquale Pasquariello O. de M. |
| 1994 - 2000 | P. Nicola Di Rienzo O. de M.      |
| 2000 - 2009 | P. Antonio Venuta O. de M.        |
| 2009 -2018  | P. Nicola Di Rienzo O. de M.      |
| 2018 -      | P. Antonio Venuta O.de M.         |

## Il santuario di Santa Maria di Carpignano
Il santuario di Santa Maria di Carpignano venne costituito il 10 giugno 1910 e ricevette il regio assenzo il successivo 29 settembre. Il santuario, che raccoglie 419 fedeli, dal 1998 è parte della diocesi di Ariano Irpino-Lacedonia.

### Parroci titolari ed effettivi del santuario
|           | Estremi     | Parroco                           |
| --------- | ----------- | --------------------------------- |
| Titolare  | 1911 - 1931 | P. Rodolfo Ciuchini O. de M.      |
| effettivo | 1920 - 1924 | P. Adolfo Rezza O. de M.          |
| effettivo | 1926 - 1927 | P. Giuseppe Ruberto O. de M.      |
| effettivo | 1928 - 1928 | P. Vincenzo Garofalo O. de M.     |
| effettivo | 1928 - 1929 | P. Adolfo Rezza O. de M.          |
| effettivo | 1929 - 1931 | P. Raimondo Raimondi O. de M.     |
| Titolare  | 1931 - 1959 | P. Giuseppe Mancini O. de M.      |
| Titolare  | 1960 - 1970 | P. Carmine Travisano O. de M.     |
| Titolare  | 1970 - 1976 | P. Michele Cogliani O. de M.      |
| Titolare  | 1976 - 1988 | P. Vito Travisano O. de M.        |
| Titolare  | 1988 - 2000 | P. Pasquale Pasquariello O. de M. |
| Titolare  | 2000 - 2006 | P. Nicola Di Rienzo O. de M.      |
| Titolare  | 2006 - 2018 | P. Antonio Venuta O. de M.        |
| Titolare  | 2018 - 2021 | P. Luigi Caria O. de M.           |
| Titolare  | 2021 -      | P. Giovanni Di Talia O. de M.     |

## LaTavola della Vergine

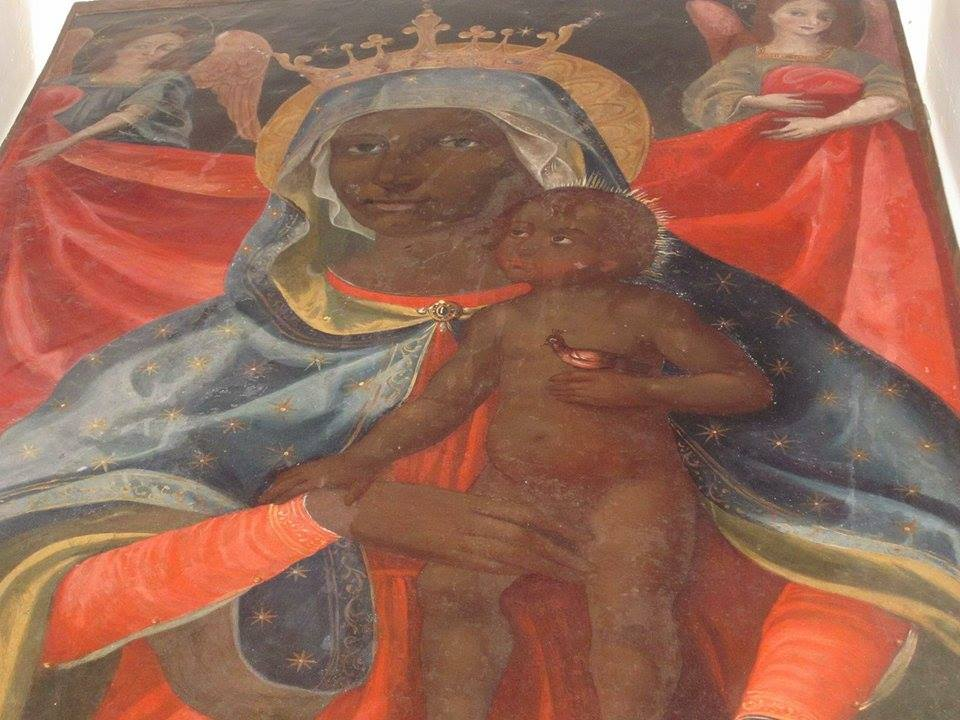
Quadro Madonna Carpignano

Dell'antica effigie non è rimasto altro che il supporto, che l'ultimo restauro del 2004 ha datato al secolo XII. 
L'immagine che noi vediamo attualmente è parte della ridipintura del XVI secolo, e anche questa ha subito numerosi interventi di restauro.
Il soggetto della tavola è una Madonna in trono con il Bambino: la Vergine, incoronata, è rappresentata seduta, con un ampio mantello decorato a stelle e una tunica drappeggiante; il bambino è ritto sulle ginocchia della madre.